# 上杉 (仙台市)
上杉（かみすぎ）は、宮城県仙台市青葉区の町丁。郵便番号は980-0011。住民基本台帳に基づく人口は10,626人、世帯数は6,237世帯（2025年4月1日現在）。現行行政地名は上杉一丁目から上杉六丁目であり、全域で住居表示を実施している。1970年（昭和45年）の住居表示実施に際して設定され、仙台市都心部の北縁に位置する。青葉区役所所在地。

## 地理
仙台駅の約1.5キロメートルから3キロメートル圏内にあり、仙台市都心部の北限に位置する。南は北一番丁通り、西は勾当台通、北は東日本旅客鉄道仙山線、東は杉山通か二本杉通を境とするが、北西部分は堤通雨宮町によって大きく欠ける。台原の麓に位置し、全体として平坦な地形である。域内の道路は藩政時代からの城下町ということもあり、碁盤目状に形成されている。ただし、六丁目の北部はかつて仙台軌道が走っていたこともあり、カーブが多い。

### 上杉一丁目
| 町名       | 卸売           | 小売         |
| 上杉一丁目 | 2186億5714万円 | 25億4609万円 |
| 上杉二丁目 | 287億7349万円  | 14億9411万円 |
| 上杉三丁目 | 151億6810万円  | 12億3238万円 |
| 上杉四丁目 | 発表せず       | 4億4549万円  |
| 上杉五丁目 | 201億3242万円  | 20億7725万円 |
| 上杉六丁目 | 133億8826万円  | 8億4464万円  |

青葉区役所やJAビル、自民党宮城県連本部、仙台北税務署など、官公庁や国の地方出先機関が集中する地域であり、宮城県庁・仙台市役所などがある本町・国分町地域とともに市の政治・行政の中枢である。一方で、古くからの住宅や飲食店・居酒屋等も多い。勾当台通と上杉山通に囲まれているためバスの便が多く、一番町がすぐそばであることから交通至便である。また、2005年（平成17年）にはドコモ東北ビルが完成し、上杉の新しいランドマークタワーとなっている。

### 上杉二丁目
上杉二丁目の西部は味の素東北支社や酒造会館、自治労会館などがあり、仙台駅前から連続する市街地の一部として発展を続けている。東部は造り酒屋として創業し仙台藩の「御酒御用酒屋」としても知られた勝山企業の所有地が大部分を占め、勝山酒造部・仙台勝山館・勝山スケーティングクラブ・勝山ボウリングクラブ等、一種の「企業城下町」を形成していた。仙台勝山館に隣接する勝山公園は勝山企業が仙台市に譲渡したことを記念し、公有地でありながら一企業の名前を公園名に冠している。
この勝山企業所有地の一角には、1975年（昭和50年）から1991年（平成3年）9月にかけて、テレビ朝日系列の東日本放送（KHB）の初代本社・演奏所があった。
2010年（平成22年）、勝山企業は住友不動産にスケート場・ボウリング場を含む約1.7万平米の土地を売却。スケート場はこの前年に閉鎖。ボウリング場も東日本大震災による被害が大きく、営業を再開することなく閉鎖となった。またボウリング場1階に入居していた商業施設も、2012年（平成24年）3月を以って営業を終了。その後施設は取り壊された。跡地には土地を取得した住友不動産が分譲マンションを建設し、2022年（令和4年）3月の完成を予定する。
なお、仙台勝山館は新型コロナウイルスの感染拡大に伴う宴会需要の低迷などで経営が悪化したため2021年（令和3年）6月末で30年の歴史に幕を下ろし、閉館した。。。閉館後は、仙台市泉区の住販システムに売却した。勝山企業は、建物・庭園を残すことを売却条件としていたが、住販システムは、老朽化・活用困難を理由に2022年5月より解体工事を開始した。この解体発表に、SNSなどで多くの人が反対した。同年11月に解体が完了する予定。

### 上杉三・四丁目
行政機関や大企業の支社が集中する上杉一丁目や上杉二丁目とは趣を異なり、低層住宅地域である。毎年公表される公示価格はこの地域で調査している地価であり、東北の住宅地の中では最高価格が公示されることが多い。このため仙台市民の間では錦町・米ヶ袋・川内三十人町などと共に「お屋敷町」として意識されており、特に上杉三丁目を中心とする地域は都心に近い割に治安が良いということでマンションや土地の価格も他の地域よりもやや高めに設定されている。
上杉三丁目にある旧逓信省仙台地方簡易保険局庁舎は、占領期初期に進駐軍に接収された。仙台は当初、横浜市に司令部がある第8軍の部隊が進駐したが、まもなく札幌市に司令部がある第9軍管轄となった。その後、第9軍司令部が仙台に移転となり、仙台地方簡易保険局庁舎に入った。キャンプ・センダイ（仙台城二の丸）が完成すると第9軍司令部はそちらに移転し、仙台地方簡易保険局庁舎は病院に転用され、172ステーション・ホスピタルと呼ばれた。朝鮮戦争が始まると、多数の負傷した兵士が運ばれてくるようになり、ヘリコプターが屋上に着陸する場合もあった。

### 上杉五丁目
西部は七十七銀行の上杉支店が入居する第三勝山ビルやフジテレビ系列の基幹局である仙台放送の本社がある。この地域も古くからの住宅やマンションが多く建造されている。東部には韓国総領事館がある。北六番丁通り沿いには飲食店、仙台北年金事務所や宮城県対がん協会のがん検診センターなどがあり、公衆衛生業務を携わる一面も備えている。
2008年（平成20年）の公示地価の上昇率は当該地区が住宅地部門で日本で二番目の上昇率となった（一位は青葉区錦町）。

### 上杉六丁目
上杉六丁目は宮城教育大学上杉キャンパス（同大附属の幼・小・中）、東北大学明善寮・松風寮、仙台市立上杉山中学校、宮城県立視覚支援学校・点字図書館などの教育施設が域内の大半を占め、上杉山通を挟んで隣にある堤通雨宮町の東北大学雨宮キャンパス跡地（売却されイオンモール仙台上杉などの開発が事業中）と共に、「都心文教地区」を構成していた。これらの施設が隣接しあって一つの地区を構成するため、上杉六丁目の住宅地は北部と南部に分断される。
南部は「都心文教地区」に面するため北七番丁通り沿いにマンションが林立しているが、日照権の問題が絡むため他の地域より低層マンションが多く、10階建て以上のマンションやビルの建設は制限されている。このマンション群は、附属小・中学校の真向かいに位置し、愛宕上杉通り以東では例外的に交通の便が良い。また、北六番丁通り沿いにはブリヂストンコクピットや小売店、理髪店、美容室、飲食店、仙台上杉六郵便局がある。
北部はかつて、荒巻村の一部であった。このため、旧町名も「荒巻」であり、昭和時代に仙台市に編入合併された際に上杉に組み入れられた地域である。上杉六丁目は北仙台駅に近いことから「北仙台」と呼ばれることもある。この経緯により、六丁目は北仙台志向が強く、五丁目までの上杉とは一線を画している。上杉地区の選挙投票所（国政・地方）は上杉山通小学校に指定されているが、六丁目のみ北仙台を構成する地域（昭和町・青葉町・堤町・通町）主体の選挙所（上杉山中学校）を使用する。

### 地価
住宅地の地価は、2021年（令和3年）1月1日時点での公示地価によれば、上杉6-6-20の地点で24万8000円/m2となっている。

## 歴史
江戸時代、この地域には中級家臣の武家屋敷が並び、明治時代以後も住宅地として発展した。20世紀後半になって、南西角の一丁目に青葉区役所など官公庁や企業のオフィスビルが連なるようになり、他地区の住宅も高層化が進んだ。
かつてこの地区には、東西に走る町として北一番丁から北八番丁まで、南北に走る町として勾当台通、堤通、外記丁通、上杉山通、同心町通、中杉山通、光禅寺通、二本杉通、杉山通など小さな町がたくさんあった。これらは道の名であると同時にその道にそった町の名でもある。上記の町名のうち、現在の町名である上杉は上杉山通（かみすぎやまどおり）を縮めて名づけられたものである。
杉山通、中杉山通、上杉山通はいずれも杉山（杉山台）に通じる道という意味である。杉山（杉山台）は仙台北郊にある台原の別称である。上杉山通は現在の愛宕上杉通にあたり、中杉山通は上杉山通の下手、つまり東を平行して走り、さらに東には杉山通があって、南北に長い。東西道の北一番丁、北二番丁などが上杉山通を切る形で割り込んだので、町としての上杉山通はあちこちで分断される飛び地であった。逆に北二番丁以下は南北に走る堤通、外記丁通に切られて飛び地になり、町々の位置関係は複雑であった。
1970年（昭和45年）2月1日、この地域に住居表示を実施して多数の町をまとめたときに、上杉山通をもととして、字数を2字に縮めた上杉なる町名が作られた。この地区は上杉山通小学校、中学校は上杉山中学校の学区に属しており、以前から略称として上杉と言われることがあったようである。なお、上杉（うえすぎ）氏とは関係がない。

## 面積と世帯数と人口
各丁目と上杉全体の面積、2025年（令和7年）4月1日現在の世帯数と人口は以下の通りである。
| 丁目       | 面積     | 世帯数    | 人口     |
| ---------- | -------- | --------- | -------- |
| 上杉一丁目 | 0.166km2 | 1,273世帯 | 1,724人  |
| 上杉二丁目 | 0.123km2 | 1,358世帯 | 2,119人  |
| 上杉三丁目 | 0.159km2 | 1,168世帯 | 2,361人  |
| 上杉四丁目 | 0.103km2 | 648世帯   | 1,170人  |
| 上杉五丁目 | 0.133km2 | 942世帯   | 1,715人  |
| 上杉六丁目 | 0.272km2 | 848世帯   | 1,537人  |
| 計         | 0.956km2 | 6,237世帯 | 10,626人 |

## 交通
上杉地区の交通事情は市内でも屈指の交通至便地であるが、地区内の基幹道路である北四番丁通り（二日町以東）にはバスが一本も走っておらず、更に一方通行路も多いため、同じ上杉でもバスや地下鉄の沿線地帯（一丁目・二丁目・五丁目・六丁目）と南東部（三丁目・四丁目）間における地域格差が激しい。
上杉は西端（勾当台通）部に地下鉄南北線（日中10分間隔）と宮城交通バス・仙台市営バス（仙台駅方面は3〜5分間隔）がそれぞれ運行。北六番丁通りも仙台市営バスが毎時6本程度運行している。一方、南東部はバス空白地帯が多く、1キロ近く離れた愛宕上杉通り（平日毎時4本、土日毎時2本）や宮町通り（毎時1〜2本）が最寄バス停ということもある。
- 公共交通機関
  - 仙台市地下鉄南北線 北四番丁駅、勾当台公園駅、（北仙台駅：六丁目の住民が主に利用）
  - 仙台市営バス 各地（大学病院・北仙台・北六番丁方面）→仙台駅前行き（あおば通駅に停車）
  - 宮城交通バス 各地（泉中央・八乙女方面）発→仙台駅前行き（さくら野百貨店前に停車）
  - 宮城交通バス 宮城大学前／宮城学院前発→仙台駅前行き。（さくら野百貨店前に停車）
  - 仙台市営バス 東仙台営業所←→広瀬通一番町※

※平日のみ朝夕1往復ずつ、計2往復のみ運行。北六番丁通りを経由するため五丁目・六丁目在住の生徒・学生が東北大学星陵・川内キャンパス、宮城県仙台第二高等学校、宮城県宮城第一高等学校、尚絅学院中学校・高等学校、聖ドミニコ学院小・中・高に通学するのに利用される他、東北大学病院への通院にも利用される。

## 新旧対照

### 新町名 - 旧町名
- 上杉一丁目 - 上杉山通、北一番丁、北二番丁、北三番丁、北四番丁、外記丁通、勾当台通、堤通
- 上杉二丁目 - 上杉山通、北四番丁、北五番丁、北六番丁、堤通
- 上杉三丁目 - 上杉山通、北一番丁、北二番丁、北三番丁、北四番丁、光禅寺通、同心町通、中杉山通
- 上杉四丁目 - 北一番丁、北二番丁、北三番丁、北四番丁、光禅寺通、杉山通、二本杉通
- 上杉五丁目 - 上杉山通、北四番丁、北五番丁、北六番丁、中杉山通
- 上杉六丁目 - 荒巻（梅田北、大樋南、上杉山通、堤北雷神、堤下雷神中、堤下雷神南、雷神東）、北六番丁、北七番丁、北七番丁明禅、北八番丁雨宮

旧町名に荒巻が付く地域は旧荒巻村、それ以外の地域は最初から仙台市（旧仙台区）である。